# Булай (Румунія)
Булай (рум. Bulai) — село у повіті Сучава в Румунії. Входить до складу комуни Моара.
Село розташоване на відстані 353 км на північ від Бухареста, 4 км на південний захід від Сучави, 114 км на північний захід від Ясс.

## Населення
За даними перепису населення 2002 року у селі проживали 787 осіб.
Національний склад населення села:
| Національність | Кількість осіб | Відсоток |
| -------------- | -------------- | -------- |
| румуни         | 643            | 81,7%    |
| поляки         | 141            | 17,9%    |

Рідною мовою назвали:
| Мова      | Кількість осіб | Відсоток |
| --------- | -------------- | -------- |
| румунська | 714            | 90,7%    |
| польська  | 70             | 8,9%     |